# USS Lioness
Construido en Filadelfia en 1857, el ariete de vapor Lioness fue asumido por la Armada en 1862, con el teniente Crandall al mando, y se unió a la flotilla de la Unión en los ríos del oeste.

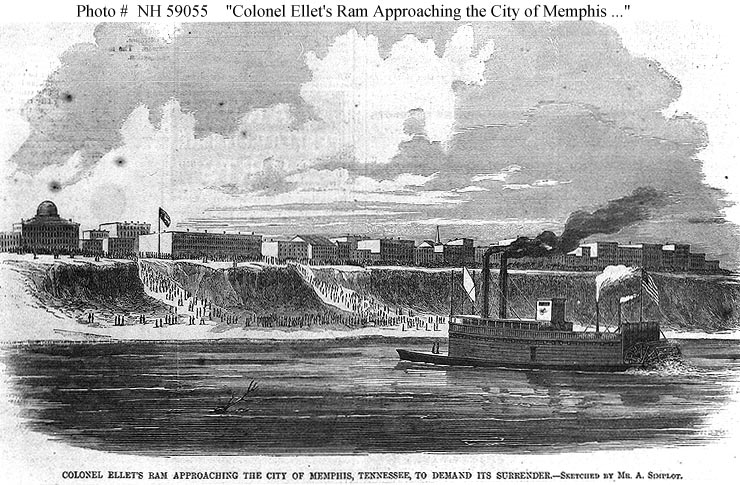
Un ariete estadounidense de rueda de popa acercándose a Memphis, el buque podría se el Lioness o el Mingo, dos de los arietes de rueda de popa de la unión.

Después de equiparse en Pittsburgh el abril de 1862, el Lioness partió de Nueva Albany hacia Cairo el 12 de mayo. Explorando Fort Pillow con otros carneros el 1 de junio, participó el 6 en la Primera batalla de Memphis, una victoria unilateral de la Unión. Luego, el Lioness se unió a otros arietes y tres cañoneras, transportando y cubriendo a las tropas del ejército bajo el mando del coronel Woods en una expedición conjunta desde Helena al río Yazoo, capturando el Fairplay y destruyendo las baterías confederadas recién construidas 20 millas arriba del Yazoo. La expedición también dispersó a los confederados en Greenville, antes de retirarse el 27 de agosto.
En diciembre, el Lioness estuvo en Mound City, preparándose para nuevos esfuerzos contra Vicksburg. El 6 de febrero formó parte de la expedición a Yazoo Pass y Greenville, operando allí hasta el 12 de abril. Luego, ella y otros tres carneros apoyaron a la brigada de marines del coronel Ellet en Tennessee.
Después de que se eliminó el poder naval del sur en los ríos, el Lioness se guardó en Mound City hasta que se vendió en 1865. Sirvió al comercio estadounidense hasta que se vendió en el extranjero en 1873.